# Opisna notacija
Opisni šahovski zapis je (bil) eden od načinov, v angleško govorečih krajih včasih zelo popularnega, zapisovanja šahovske partije. Imenuje se tudi angleški zapis oz. angleški opisni zapis. Zapis je pomemben za razumevanje starih šahovskih knjig, danes pa se predvsem skoraj izključno algebrski šahovski zapis.
Poteze v opisnem šahovskem zapisu so:
- zaporedje: figura, »-« (brez jemanja) ali »x« (jemanje) ter končno polje in po potrebi posebne oznake
- posebna oznaka za rokado (O-O in O-O-O, tako kot v algebrskem zapisu).

Oznake figur so začetnice angleških imen K (King-kralj), Q (Queen-dama), R (Rook-trdnjava), B (Bishop-lovec), N ali Kt (Knight-skakač) in P (Pawn-kmet). Razen skakača in kmeta so oznake figur enake kot v algebraičnem zapisu.
Posebne oznake so: e.p' (en passant), Ch (check-šah) in Mate (mat). 
Zapisane poteze so dolge le toliko, da ne more biti dvoma, katera poteza je odigrana. Na primer jemanje kmeta s kmetom je lahko samo »P x P«, če je to edino možno jemanje kmeta s kmetom, lahko pa je zapis daljši: »QBP x QP« (»damin lovčev kmet jemlje daminega kmeta«)
Bistvena razlika med algebrskim ter opisnim zapisom je v oznaki polj na šahovnici. Polje je določeno s figuro, ki na začetku stoji na njem (z dodatkom »Queen's« ali »King's« za ločitev strani) ter razdaljo od roba (za belega šteto od spodaj, za črnega pa od zgoraj).
Če torej beli igra s polja »a1« je to opisno »QR1« (polje damine trdnjave v prvi vrsti).
Polja od a1 do h1 so (s perspektive belega) opisana takole:
QR1, QKt1 (ali QN1), QB1, Q1, K1, KB1, KKt1 (ali KN1) in KR1. Za belega je polja »e4« opisano kot »K4« za črnega pa »K5«.
Klasična poteza 1.e4 je v opisnem zapisu »P-K4«.
Algebrski zapis ima to prednost, da je povprečno krajši, polje je za oba igralca zapisano enako.
V nadaljevanju je primer zapisa partije (Robert Fischer-???) v opisnem šahovskem zapisu:
1.K-P4 K-P4
2.N-KB3 N-QB3
3.B-QN5 P-QR3
4.B-QR4 N-KB3
5.O-O B-K2
6.R-K1 P-QN4
7.B-QN3 P-Q3
8.P-QB3 O-O
9.P-KR3 N-QN1
10.P-Q4 QNN-Q2
11.P-QB4 P-QB3
12.PxQN5 QRPxP
13.N-QB3 B-QN2
14.B-KN5 P-QN5
15.N-QN1 P-KR3
16.B-QR4 P-QB4
17.PxK5 NxK4
18.BxK7 QxK2
19.PxQ6 Q-KB3
20.QNN-Q2 NxQ3
21.N-QB4 NxN
22.BxN N-QN3
23.N-K5 QRR-K1
24.BxP Ch RxB
25.NxR RxR Ch
26.QxR KxN
27.Q-K3 Q-KN4
28.QxQ PxQ
29.P-QN3 K-K3
30.P-QR3 K-Q3
31.PxP PxP
32.R-QR5 N-Q4
33.P-KB3 B-QB1
34.K-KB2 B-KB4
35.R-QR7 P-KN3
36.R-QR6 Ch K-QB4
37.K-K1 N-KB5
38.P-KN3 NxP
39.K-Q2 K-QN4
40.R-Q6 K-QB4
41.R-QR6 N-KB7
42.P-KN4 B-K6
43.R-K6